# L'arcidiavolo
L'arcidiavolo is een Italiaanse filmkomedie uit 1966 onder regie van Ettore Scola.

## Verhaal
Belfagor en Adramalek zijn twee gezanten van de duivel. Tijdens de Renaissance komen ze naar Italië om oproer te maken. Belfagor wordt echter verliefd op Maddalena en begint zijn toverkrachten te verliezen.

## Rolverdeling
| Acteur               | Personage              |
| -------------------- | ---------------------- |
| Vittorio Gassman     | Belfagor               |
| Claudine Auger       | Maddalena de' Medici   |
| Mickey Rooney        | Adramalek              |
| Ettore Manni         | Kapitein Gianfigliazzo |
| Annabella Incontrera | Lucrezia               |
| Hélène Chanel        | Clarice                |
| Gabriele Ferzetti    | Lorenzo I de' Medici   |